# Stadtbus Nürnberg
Die Stadtbusse in Nürnberg werden von der Verkehrs-Aktiengesellschaft Nürnberg (VAG) betrieben und stellen die Grundversorgung der fränkischen Großstadt Nürnberg mit öffentlichem Personennahverkehr sicher. Ihre Aufgaben sind die Erschließung des Stadtgebiets, die Zubringerfunktion zu Straßenbahn, S- und U-Bahn sowie die Anbindung einiger Umlandgebiete an die Stadt. 2008 verkehrten auf einem Liniennetz von 784 km 270 eigene Busse sowie Busse diverser im Auftrag der VAG fahrender Unternehmen auf 70 Linien und beförderten dabei 46,493 Millionen Fahrgäste.

## Streckennetz

### Tagesnetz

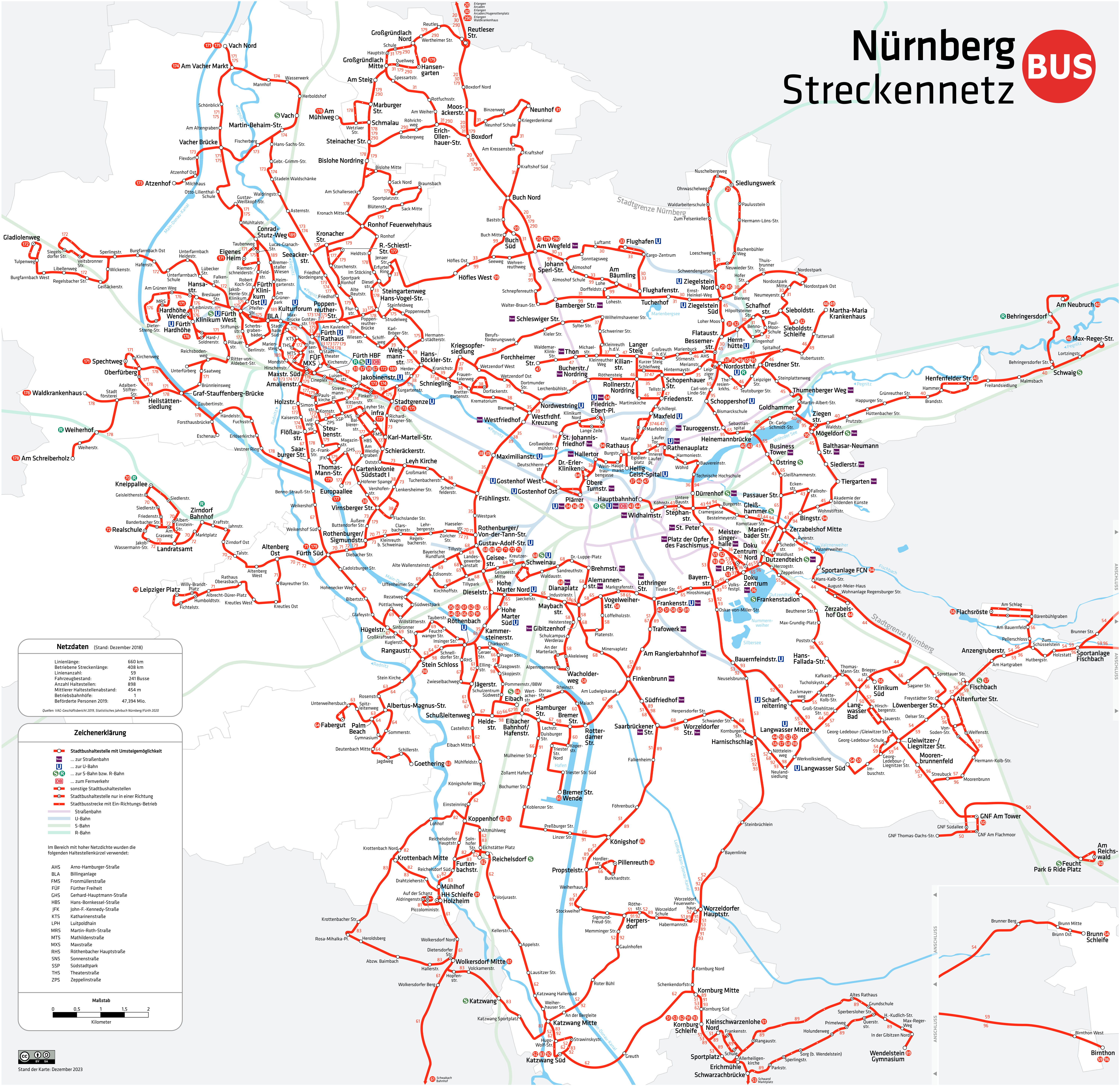
Das Nürnberger Stadtbusnetz (inklusive Linien nach Fürth, Stein, Landkreis Fürth, Landkreis Roth und Nürnberger Land, aber ohne Überlandbusse)

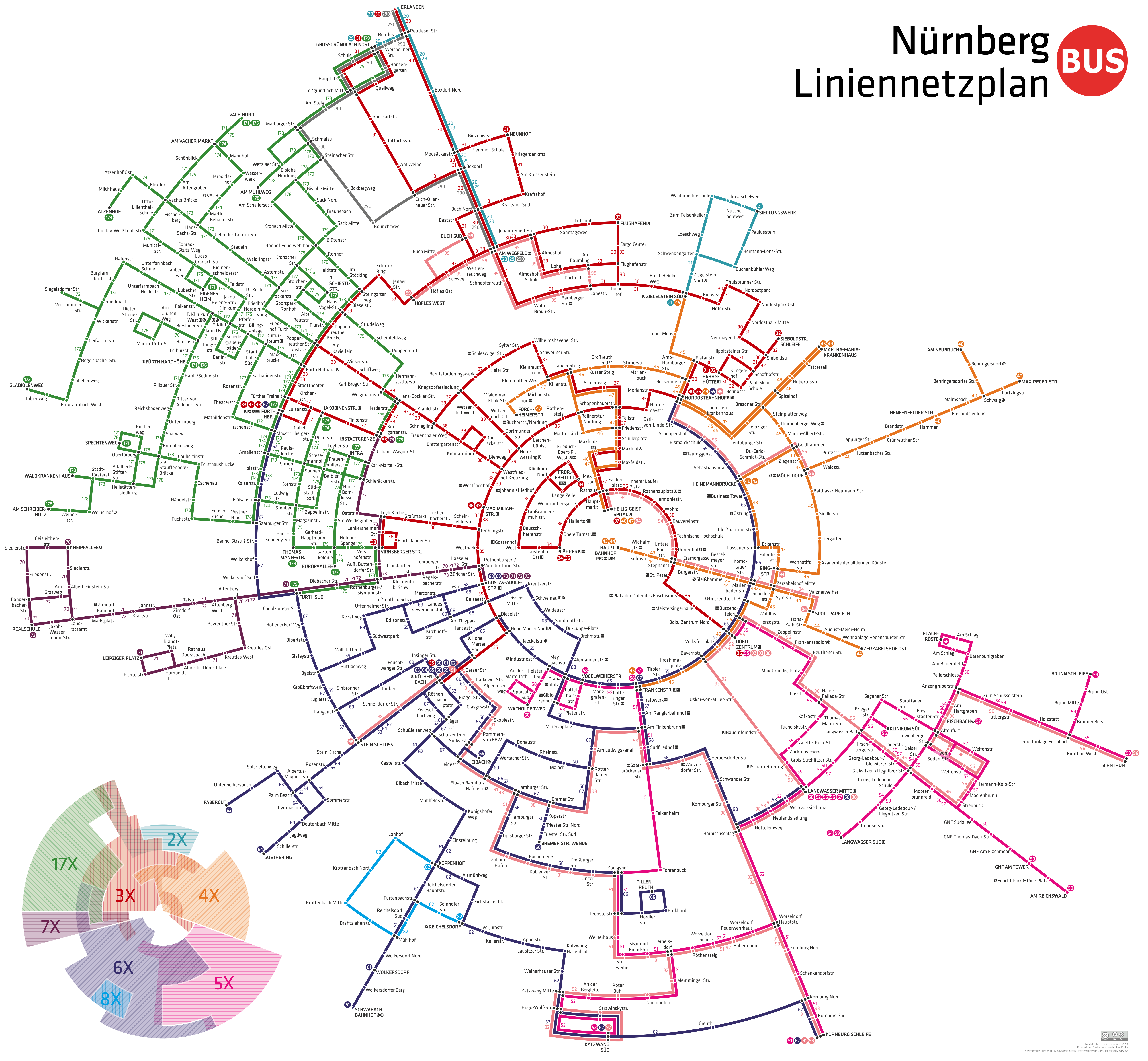
Liniennetz und -struktur 2018

Das Busnetz besteht aktuell aus 56 Linien (Stand Dezember 2022). Die Liniengruppen lassen sich grob einem bestimmten Teil des Stadtgebietes zuordnen: die Linien mit den 20er-Nummern bedienen das nördliche und nordöstliche, die der 30er-Nummern das westliche und nördliche, die der 40er-Nummern das östliche, die der 50er-Nummern das südöstliche und südliche, die Linien der 60er-Nummern das südliche und die der 70er-Nummern das südwestliche Stadtgebiet mit Zirndorf und Oberasbach. Die 80er-Nummernlinien bedienen verschiedene kleinere Gebiete, vorrangig im Süden der Stadt. Die Linie 81 bedient den Stadtteil Holzheim, die Linien 82 und 83 die Stadtteile Reichelsdorf, Mühlhof und Krottenbach, die Linie 84 hingegen die Rosenau in der Innenstadt. Die Linien mit den 90er-Nummern sowie seit 2020 zusätzlich die Linie 89 sind für die von der VAG durchgeführten Schülerfahrten bestimmt. Busbahnhöfe gibt es an der Frankenstraße, in Langwasser Mitte, an der Maximilianstraße, in Mögeldorf, am Nordostbahnhof, an der Gustav-Adolf-Straße, in Röthenbach und am Am Wegfeld.
Die Linien 36, 37, 43, 44, 46 und 47 binden die Stadtteile St. Peter, Gleißhammer, Zerzabelshof, Gärten hinter der Veste, Großreuth hinter der Veste, Thon, Schniegling, Wetzendorf und Wöhrd direkt an die Altstadt an, wohingegen alle anderen Nürnberger Stadtteile durch Zubringerlinien zu einem der drei Schienenverkehrsmittel (U-, S- und Straßenbahn) nur indirekt bzw. über die Schienenverkehrsmittel direkt angebunden sind.

#### Ringlinien
Die Tangentiallinien 35 und 65 verbinden die zwei Busbahnhöfe Nordostbahnhof und Röthenbach und werden auf Grund ihrer auf der Ringstraße (B 4 R) liegenden Führung als „Ringlinien“ bezeichnet.
Die Linie 35 beginnt am Busbahnhof in Röthenbach (U2) und führt zunächst über die Schweinauer Hauptstraße zur Haltestelle Hohe Marter Nord (U2) an der Kreuzung mit der Nopitschstraße (Südring). Von dort geht es über die Gustav-Adolf-Straße (Südwestring) zur gleichnamigen U-Bahn-Station (U3) und über die Von-der-Tann-Straße (Westring) zu den U-Bahn-Stationen Maximilianstraße (U1) und Nordwestring (U3) und anschließend über den Nordring zum U- und Regionalbahnhof Nordostbahnhof (U2 und RB21). Die Liniennummer wechselt am Nordostbahnhof auf 65 und umgekehrt.
Die Linie 65 beginnt am Nordostbahnhof und führt an der S-Bahn-Station Ostring (S1) vorbei über die Regensburger Straße und verläuft dann auf der Jitzchak-Rabin-Straße, Bayernstraße (Südring) und Frankenstraße (Südring). Dabei passiert sie den Dutzendteich (S2), das Doku-Zentrum und den Volksfestplatz. Vom Busbahnhof Frankenstraße (U1) aus erreicht die Linie 65 über die Ulmen- und die Nopitschstraße die Haltestelle Hohe Marter Nord (U2), biegt in die Schweinauer Hauptstraße ab und erreicht nach Überquerung des Main-Donau-Kanals die Endhaltestelle Röthenbach (U2), wo sie auf die Linie 35 trifft.
Die ehemalige dritte Ringlinie 45 verkehrt seit der Neuordnung des Netzes im Norden als Nordost-Ost-Südost-Tangentiallinie von Ziegelstein (U2) über Nordostbahnhof (U2 und RB21) und St. Jobst nach Mögeldorf (S1). Hier nimmt sie die ehemalige Route der Linie 65 auf und verkehrt über den Tiergarten und Zerzabelshof bis zur Regensburger Straße, von der an sie ab Dutzendteich (S2) den Verlauf mit der aktuellen Linie 65 bis zur Frankenstraße (U1) teilt.

#### Umlandlinien
Von den 56 Stadtbuslinien verlassen 18 das Stadtgebiet und fahren benachbarte Städte und Gemeinden an. Die Linien 20, 30 und 290 fahren von Am Wegfeld aus nach Erlangen beziehungsweise die Linie 199 darüber hinaus nach Herzogenaurach, sowie die Linie 33 nach Fürth. Die Fürther Buslinie 179 übernahm im Dezember 2018 außerdem den Betrieb der ehemaligen Linie 29 und bietet seitdem eine neue Direktverbindung zwischen Fürther Südstadt und dem Knoblauchsland an. Auch die Linien 37 und 39 bedienen Fürther Stadtteile. Zudem berühren die Linien 38 und 73 an der Stadtgrenze ebenfalls Fürther Boden und die Linie 40 führt von der Heinemannbrücke aus nach Schwaig und Behringersdorf. Die Linien 51 und 89, die beide an der Frankenstraße beginnen, verlassen hinter Kornburg das Nürnberger Stadtgebiet und fahren Kleinschwarzenlohe beziehungsweise Wendelstein an. Die Buslinie 53 fährt vom Luitpoldhain über Meistersingerhalle, Bayernstraße und Bauernfeindstraße direkt über die Münchener Straße nach Kornburg und Schwand. Von Röthenbach aus gehen die Linie 61 nach Schwabach und die Linien 63 und 64 nach Stein. Die Linie 67 verläuft von der Frankenstraße über Röthenbach nach Fürth. An der Gustav Adolf-Straße beginnen die Linien 70 und 72 Richtung Altenberg – Zirndorf sowie die Linie 71 Richtung Altenberg – Oberasbach. Die Linie 83 bedient bei ihrer Fahrt im Süden der Stadt von Katzwang über Krottenbach nach Reichelsdorf auch die Schwabacher Stadtteile Wolkersdorf und Dietersdorf.
Zusätzlich beginnen in Nürnberg an mehreren Busbahnhöfen Regionalbuslinien von anderen Anbietern ins weitere Umland.

#### Linien
Stand 10. Dezember 2023
| Linie | Linie       | Aktueller Linienweg | Takt in min | Takt in min | Takt in min | Fahr- plan |
| Linie | Linie       | Aktueller Linienweg | HVZ         | NVZ         | SVZ         | Fahr- plan |
| ----- | ----------- | --- | ----------- | ----------- | ----------- | ---------- |
| 2x    | Buslinie 20 | Am Wegfeld – Buch Nord – Boxdorf – Tennenlohe – Technische Fakultät – Sebaldussiedlung – Röthelheimbad Ost – Siemens Med – Langemarckplatz – Arcaden                                          | 20          | 40          | –           |            |
| 2x    | Buslinie 21 | Ziegelstein – Buchenbühl | 20          | 20          | 40          |            |
| 3x    | Buslinie 30 | Nordostbahnhof – Herrnhütte – Nordostpark – Ziegelstein – Flughafen – Am Wegfeld – Buch – Boxdorf – Erlangen Süd – Gebbertstraße – Neuer Markt – Arcaden – Erlangen Bahnhof – Hugenottenplatz | 20          | 40          | 40          |            |
| 3x    | Buslinie 31 | Herrnhütte – Nordostpark – Ziegelstein – Lohe – Bamberger Straße – Schnepfenreuth – Am Wegfeld – Buch – Kraftshof – Neunhof – Boxdorf – Großgründlach                                         | 20          | 40          | 40          |            |
| 3x    | Buslinie 32 | Herrnhütte – Klingenhof – Paul-Moor-Schule – Schafhofstraße – Sieboldstraße Schleife | 20          | –           | –           |            |
| 3x    | Buslinie 33 | Flughafen – Lohe – Almoshof – Am Wegfeld – Buch – Höfles – Ronhof – Fürth Rathaus – Fürth Hauptbahnhof                                                                                        | 20          | 40          | 40          |            |
| 3x    | Buslinie 34 | Plärrer – Gostenhof – Großweidenmühlstraße – St.-Johannis-Friedhof – Klinikum Nord – Friedrich-Ebert-Platz                                                                                    | 10          | 10          | 20          |            |
| 3x    | Buslinie 35 | Röthenbach – Hohe Marter – Gustav-Adolf-Straße – Maximilianstraße – Westfriedhof – Nordwestring – Bucher Straße/Nordring – Nordostbahnhof                                                     | 10          | 10 / 20     | 20          |            |
| 3x    | Buslinie 36 | Plärrer – Hauptmarkt – Rathaus – Rathenauplatz – Wöhrd – Dürrenhof – Meistersingerhalle – Doku-Zentrum                                                                                        | 10          | 10          | 20          |            |
| 3x    | Buslinie 37 | Heilig-Geist-Spital – Rathaus – Maxfeld – Kilianstraße – Schleswiger Straße – Berufsförderungswerk – Kriegsopfersiedlung – Stadtgrenze – Fürth Jakobinenstraße – Fürth Hauptbahnhof           | 20          | 40          | 40          |            |
| 3x    | Buslinie 38 | Höfen/Virnsberger Straße – Leyh – Maximilianstraße – Westfriedhof – Schniegling – Stadtgrenze                                                                                                 | 10          | 10 / 20     | 40          |            |
| 3x    | Buslinie 39 | Fürth Hauptbahnhof – Fürth Rathaus – Poppenreuth – Espan – Hans-Böckler-Straße – Schniegling – Kriegsopfersiedlung – Wetzendorf – Nordwestring – Maximilianstraße                             | 20          | 20          | 40          |            |
| 4x    | Buslinie 40 | Heinemannbrücke – Mögeldorf – Laufamholz – Malmsbach – Schwaig Am Bahnhof – Max-Reger-Straße bzw. Behringersdorf Bahnhof – Behringersdorf Am Neubruch                                         | 10          | 20          | 40          |            |
| 4x    | Buslinie 43 | Hauptbahnhof – Stephanstraße – Gleißhammer Bahnhof – Zerzabelshof Mitte – Passauer Straße – Ostring – Business Tower – Heinemannbrücke                                                        | 10          | 20          | 20          |            |
| 4x    | Buslinie 44 | Hauptbahnhof – Stephanstraße – Gleißhammer Bahnhof – Zerzabelshof Mitte – Valznerweiher – August-Meier-Haus – Zerzabelshof Ost – Klinikum Süd – Langwasser Mitte                              | 10          | 20          | 20          |            |
| 4x    | Buslinie 45 | Frankenstraße – Doku-Zentrum – Dutzendteich – Zerzabelshof – Tiergarten – Mögeldorf – Thumenberger Weg – Nordostbahnhof – Ziegelstein                                                         | 20          | 20          | 40          |            |
| 4x    | Buslinie 46 | Heilig-Geist-Spital – Rathaus – Maxfeld – Rollnerstraße/Nordring – Großreuth h.d.V. – Nordostbahnhof – Theresienkrankenhaus – Martha-Maria-Krankenhaus                                        | 20          | 20          | 40          |            |
| 4x    | Buslinie 47 | Heilig-Geist-Spital – Rathaus – Maxfeld – Schopenhauerstraße – Kilianstraße – Thon – Forchheimer Straße                                                                                       | 20          | 40          | 40          |            |
| 4x    | Buslinie 49 | Nordostbahnhof – Spitalhof – Tattersall – Martha-Maria-Krankenhaus | 20          | –           | –           |            |
| 5x    | Buslinie 50 | Langwasser Mitte – Gleiwitzer/Liegnitzer Str. – Moorenbrunnfeld – Gewerbepark Nbg./Feucht – Feucht Bahnhof – Feucht/Am Reichswald                                                             | 40          | 40          | –           |            |
| 5x    | Buslinie 51 | Frankenstraße – Finkenbrunn – Föhrenbuck – Weiherhaus – Herpersdorf – Worzeldorf – Kornburg – Kleinschwarzenlohe Nord                                                                         | 10          | 20          | 20          |            |
| 5x    | Buslinie 52 | Langwasser Mitte – Harnischschlag – Worzeldorf – Herpersdorf – Gaulnhofen – Katzwang Süd | 20          | 20          | 40          |            |
| 5x    | Buslinie 53 | Luitpoldhain – Meistersingerhalle – Bayernstraße – Bauernfeindstraße – Harnischschlag – Worzeldorfer Hauptstraße – Kornburg – Kleinschwarzenlohe – Großschwarzenlohe – Leerstetten – Schwand  | 20          | 20          | 40          |            |
| 5x    | Buslinie 54 | Langwasser Süd – Altenfurt – Fischbach Bahnhof – Fischbach – Brunn | 20          | 40          | 80          |            |
| 5x    | Buslinie 55 | Meistersingerhalle – Doku-Zentrum – Dutzendteich – Frankenstadion – Max-Grundig-Platz – Scharfreiterring – Langwasser Mitte                                                                   | 10          | 20          | 40          |            |
| 5x    | Buslinie 56 | Langwasser Mitte – Langwasser Bad – Klinikum Süd – Altenfurt – Fischbach Bahnhof – Fischbach – Flachsröste                                                                                    | 10          | 12½         | 20          |            |
| 5x    | Buslinie 57 | Langwasser Mitte – Langwasser Bad – Gleiwitzer/Liegnitzer Str. – Moorenbrunn – Altenfurt – Fischbach Bahnhof Wende                                                                            | 10          | 20          | 40          |            |
| 5x    | Buslinie 58 | Frankenstraße – Vogelweiherstraße – Gibitzenhof – Dianaplatz – Werderau / Wacholderweg | 20          | 40          | 40          |            |
| 5x    | Buslinie 59 | Langwasser Süd – Altenfurt – Fischbach Bahnhof – Fischbach – Holzstatt – Birnthon | 40          | 40          | 80          |            |
| 6x    | Buslinie 60 | Röthenbach – Prager Str. – Schulzentrum Südwest – Wertachstr. – Donaustr. – Maiach – Triester Str. – Bremer Str. Wende                                                                        | 60          | –           | –           |            |
| 6x    | Buslinie 61 | Röthenbach – Eibach – Koppenhof – Reichelsdorf – Mühlhof – Holzheim – Wolkersdorf – Nasbach – Schwabach Bahnhof bzw. Busbahnhof Süd                                                           | 10          | 20          | 40          |            |
| 6x    | Buslinie 62 | Röthenbach – Eibach – Koppenhof – Reichelsdorf – Katzwang – Greuth – Kornburg | 10          | 20          | 40          |            |
| 6x    | Buslinie 63 | Röthenbach – Stein, Schloß – Stein, Kirche – Albertus-Magnus-Straße – Goethering (SVZ: – Palm Beach – Fabergut)                                                                               | 10          | 20          | 20          |            |
| 6x    | Buslinie 64 | Röthenbach – Stein, Schloß – Stein, Kirche – Albertus-Magnus-Straße – Palm Beach – Fabergut                                                                                                   | 20          | 20          | –           |            |
| 6x    | Buslinie 65 | Röthenbach – Hohe Marter Nord – Dianaplatz – Frankenstraße – Doku-Zentrum – Dutzendteich – Ostring – Tauroggenstraße – Schoppershof – Nordostbahnhof                                          | 10          | 10 / 20     | 20          |            |
| 6x    | Buslinie 66 | Röthenbach – Röthenbach Ost – Schulzentrum Südwest – Eibach Bahnhof – Hamburger Straße – Hafen – Königshof – Pillenreuth                                                                      | 20          | 20          | 40          |            |
| 6x    | Buslinie 67 | Frankenstraße – Finkenbrunn – Maiach – Eibach Bahnhof/Hafenstraße – Röthenbach – Stein Schloß – Fürth Süd – Fürth Hauptbahnhof                                                                | 10          | 20          | 40          |            |
| 6x    | Buslinie 68 | Gustav-Adolf-Straße – Tillypark – Schweinau – Dianaplatz – Finkenbrunn – Südfriedhof – Langwasser Mitte                                                                                       | 20          | 20          | 40          |            |
| 6x    | Buslinie 69 | Gustav-Adolf-Straße – Tillystraße – Alte Wallensteinstraße – Südwestpark – Gebersdorf – Röthenbach                                                                                            | 10          | 20          | 40          |            |
| 7x    | Buslinie 70 | Gustav-Adolf-Straße – Fürth Süd – Altenberg – Zirndorf Bahnhof – Landratsamt – Kneippallee | 20          | 40          | 40          |            |
| 7x    | Buslinie 71 | Gustav-Adolf-Straße – Fürth Süd – Altenberg – Kreutles – Oberasbach Linder Siedlung | 20          | 40          | 40          |            |
| 7x    | Buslinie 72 | Gustav-Adolf-Straße – Fürth Süd – Altenberg – Zirndorf Bahnhof – Landratsamt – Pinderpark – Realschule                                                                                        | 20          | 40          | –           |            |
| 7x    | Buslinie 73 | Gustav-Adolf-Straße – Kleinreuth b. Schweinau – Höfen/Virnsberger Straße – Leyh – Stadtgrenze                                                                                                 | 20          | 40          | 40          |            |
| 8x    | Buslinie 81 | Holzheim Schleife – Auf der Schanz – Holzheim Schleife (Rundfahrt) (Rufbus) | 20          | 20          | 15 / 25     |            |
| 8x    | Buslinie 82 | Koppenhof – Lohhof – Krottenbach – Mühlhof – Reichelsdorf – Reichelsdorf Bahnhof bzw. Eichstätter Platz                                                                                       | 20 / 40     | 40          | –           |            |
| 8x    | Buslinie 83 | Katzwang – Katzwang Bahnhof – Wolkersdorf – Dietersdorf – Reichelsdorf – Reichelsdorf Bahnhof bzw. Eichstätter Platz – Koppenhof                                                              | 40          | 40          | –           |            |
| 8x    | Buslinie 84 | Plärrer – Dr.-Erler-Kliniken | 20          | 20          | 20          |            |
| 8x    | Buslinie 89 | Frankenstraße – Finkenbrunn – Weiherhaus – Herpersdorf – Worzeldorf – Kornburg – Wendelstein Gymnasium                                                                                        | SV          | –           | –           |            |
| 9x    | Buslinie 91 | (Röthenbach –) Schulzentrum Südwest – Eibach Bahnhof / Hafenstraße – Hafen – Königshof – Herpersdorf – Worzeldorf – Kornburg                                                                  | SV          | –           | –           |            |
| 9x    | Buslinie 92 | Meistersingerhalle – Bauernfeindstraße – Langwasser Mitte – Worzeldorf – Herpersdorf – Katzwang Süd                                                                                           | SV          | –           | –           |            |
| 9x    | Buslinie 93 | Meistersingerhalle – Bauernfeindstraße – Scharfreiterring – Langwasser Mitte – Worzeldorf – Kornburg                                                                                          | SV          | –           | –           |            |
| 9x    | Buslinie 94 | Sportanlage FCN bzw. Eckenstraße – Dürrenhof – Rathenauplatz – Rathaus | SV          | –           | –           |            |
| 9x    | Buslinie 95 | Mögeldorf – Weißer Weg – Heinemannbrücke – Tauroggenstraße – Schoppershof – Nordostbahnhof | SV          | –           | –           |            |
| 9x    | Buslinie 96 | Meistersingerhalle – Frankenstadion – Langwasser Bad – Moorenbrunn – Altenfurt – Fischbach Bahnhof – Fischbach – Birnthon                                                                     | SV          | –           | –           |            |
| 9x    | Buslinie 98 | Röthenbach – Schulzentrum Südwest – Eibach Bahnhof/Hafenstraße – Hamburger Straße – Finkenbrunn – Südfriedhof – Langwasser Mitte                                                              | SV          | –           | –           |            |
| 9x    | Buslinie 99 | Höfles – Buch – Schnepfenreuth – Bamberger Straße – Lohe – Almoshof – Am Wegfeld – Buch | SV          | –           | –           |            |

Anmerkungen: kursiv dargestellte Stationen liegen außerhalb des Nürnberger Stadtgebiets
HVZ steht für Hauptverkehrszeit (mo–fr: 5 – 9 Uhr und 14 – 18 Uhr)
NVZ steht für Nebenverkehrszeit (mo–fr: 9:00 – 14:00 Uhr und 18:00 – 20:30 Uhr, sa: 8:00 – 20:30 Uhr)
SVZ steht für Schwachverkehrszeit (mo–fr: 20:30 – 1:00 Uhr, sa: 5:00 – 8:00 Uhr und 20:30 – 1:00 Uhr, so: 5 – 1 Uhr)
SV steht für Schülerverkehr

### Nachtnetz
Die 17 von der VAG betriebenen Nachtbuslinien, die als NightLiner bezeichnet werden, verkehren in den Nächten von Freitag zu Samstag und von Samstag zu Sonntag sowie in den Tagen vor einem Feiertag, zum Jahreswechsel und bei besonderen Anlässen (z. B. Blaue Nacht, Lange Nacht der Wissenschaften). Sie beginnen am Hauptbahnhof Nürnberg und fahren sternförmig Richtung Buchenbühl, Hersbruck, zur Erhardstraße, nach Brunn, Worzeldorf, Kornburg, Stein, Zirndorf, Fürth Burgfarrnbach, Erlangen, zur Stadtgrenze, zum Flughafen, nach Simmelsdorf-Hüttenbach, Ezelsdorf und von Koppenhof nach Schwabach, sowie von Langwasser Mitte über Wendelstein nach Kornburg. Weitere zwölf Linien werden von der infra, der ESTW und dem DB-Frankenbus, zum Teil in Kooperation mit der VAG, betrieben.

#### Linien
Stand 10. Dezember 2023
| Linie            | Aktueller Linienweg | Takt in min | Takt in min |
| Linie            | Aktueller Linienweg | N           | S           |
| ---------------- | --- | ----------- | ----------- |
| Nachtbuslinie 1  | Hauptbahnhof – Rathenauplatz – Nordostbahnhof – Herrnhütte – Ziegelstein – Buchenbühl | 60          | 20          |
| Nachtbuslinie 2  | Hauptbahnhof – Mögeldorf – Schwaig – Rückersdorf – Lauf – Ottensoos – Reichenschwand – Hersbruck | 60          | 20          |
| Nachtbuslinie 3  | Hauptbahnhof – Stephanstraße – Gleißhammer Bahnhof – Regensburger Straße – Zerzabelshof Mitte – Ostring – Heinemannbrücke                                                                                                   | 60          | 20          |
| Nachtbuslinie 4  | Hauptbahnhof – Schweiggerstraße – Bayernstraße – Bauernfeindstraße – Langwasser Mitte – Langwasser Süd – Moorenbrunn – Altenfurt – Fischbach – Brunn                                                                        | 60          | 20          |
| Nachtbuslinie 5  | Hauptbahnhof – Maffeiplatz – Frankenstraße – Südfriedhof – Weiherhaus – Herpersdorf – Worzeldorf | 60          | 20          |
| Nachtbuslinie 6  | Hauptbahnhof – Plärrer – Dianaplatz – Finkenbrunn – Maiach – Eibach – Reichelsdorf – Katzwang – Kornburg | 60          | 20          |
| Nachtbuslinie 7  | Hauptbahnhof – Plärrer – Schweinau – Röthenbach – Stein – Deutenbach – Unter-/Oberweihersbuch – Bertelsdorf – Eckershof – Gutzberg – Großweismannsdorf – Roßtal – Buttendorf – Ammerndorf – Vincenzenbronn – Großhabersdorf | 60          | 20          |
| Nachtbuslinie 8  | Hauptbahnhof – Aufseßplatz – Rothenburger Straße – Gebersdorf – Fürth Süd – Altenberg – Kreutles – Oberasbach – Zirndorf – Banderbach – Bronnamberg                                                                         | 60          | 20          |
| Nachtbuslinie 9  | Hauptbahnhof – Plärrer – Maximilianstraße – Stadtgrenze – Fürth Rathaus – Hardhöhe – Unterfarrnbach – Burgfarrnbach | 60          | 20          |
| Nachtbuslinie 10 | Hauptbahnhof – Plärrer – Friedrich-Ebert-Platz – Thon – Am Wegfeld – Buch Nord – Boxdorf – Großgründlach – Tennenlohe – Erlangen Hugenottenplatz                                                                            | 60          | 20          |
| Nachtbuslinie 11 | Hauptbahnhof – Rathenauplatz – Rathaus – Westfriedhof – Wetzendorf – Kriegsopfersiedlung – Stadtgrenze | 60          | 20          |
| Nachtbuslinie 12 | Hauptbahnhof – Rathenauplatz – Rathaus – Maxfeld – Kleinreuth h.d.V. – Lohe – Flughafen | 60          | 20          |
| Nachtbuslinie 13 | Hauptbahnhof – Rathenauplatz – Erlenstegen – Schwaig – Röthenbach an der Pegnitz – Lauf – Schnaittach – Simmelsdorf/Hüttenbach Bahnhof                                                                                      | 60          | 20          |
| Nachtbuslinie 14 | Hauptbahnhof – Plärrer – Maximilianstraße – Leyh – Stadtgrenze | 60          | 20          |
| Nachtbuslinie 15 | Hauptbahnhof – Feucht – Schwarzenbruck – Ochenbruck – Burgthann – Ezelsdorf | 60          | 20          |
| Nachtbuslinie 60 | Langwasser Mitte – Röthenbach St. W. – Wendelstein – Groß-/Kleinschwarzenlohe – Kornburg | 60          | 20          |
| Nachtbuslinie 61 | Koppenhof – Reichelsdorf Bahnhof – Wolkersdorf – Nasbach – Schwabach Schillerplatz | 60          | 30          |

Anmerkungen: kursiv dargestellte Stationen liegen außerhalb des Nürnberger Stadtgebiets
N steht für Normalbetrieb.
S steht für Sonderbetrieb (z. B. Silvester oder Blaue Nacht)

## Fahrzeuge

### Aktueller Fuhrpark

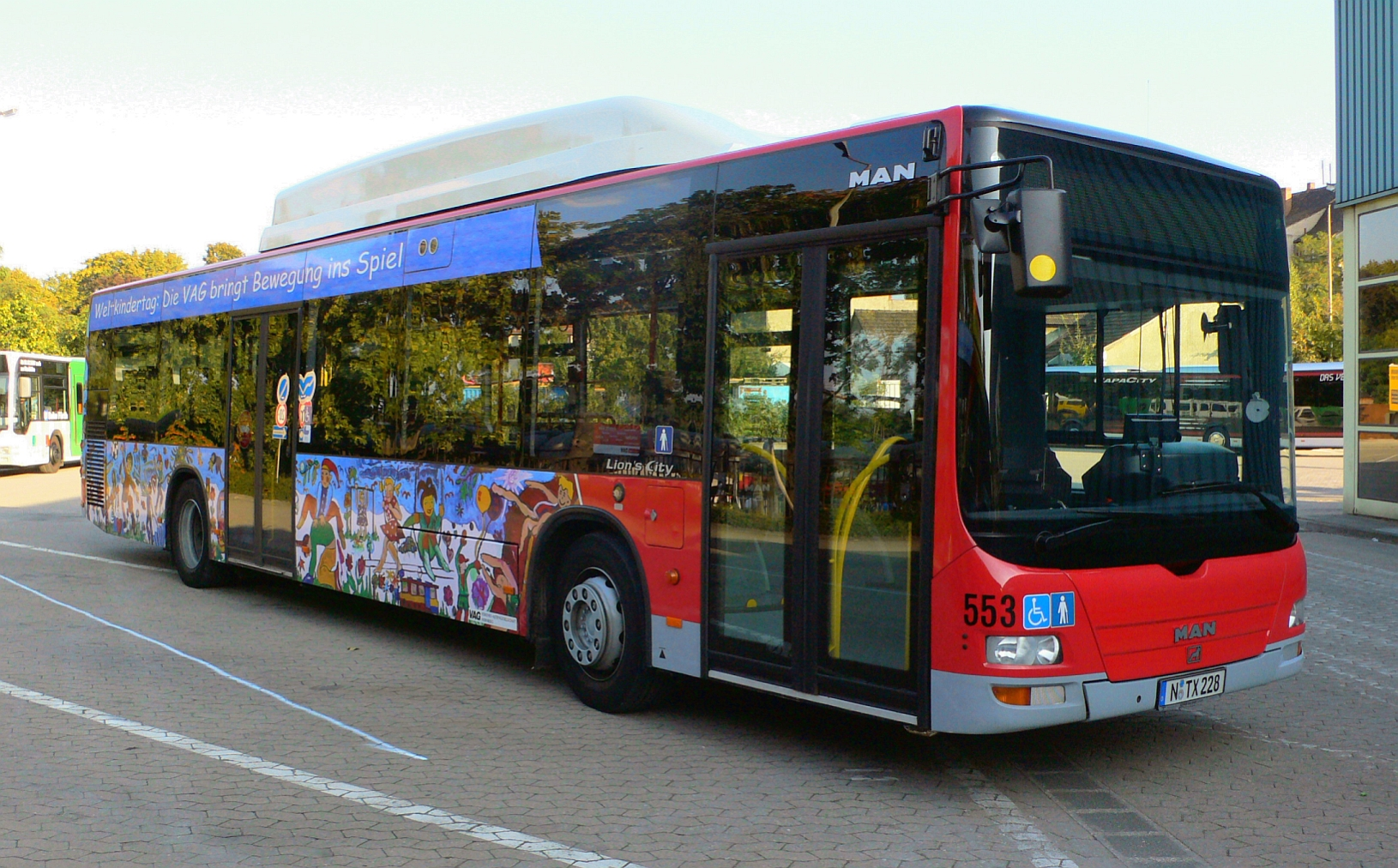
MAN NL 243 CNG (Wagen 553)

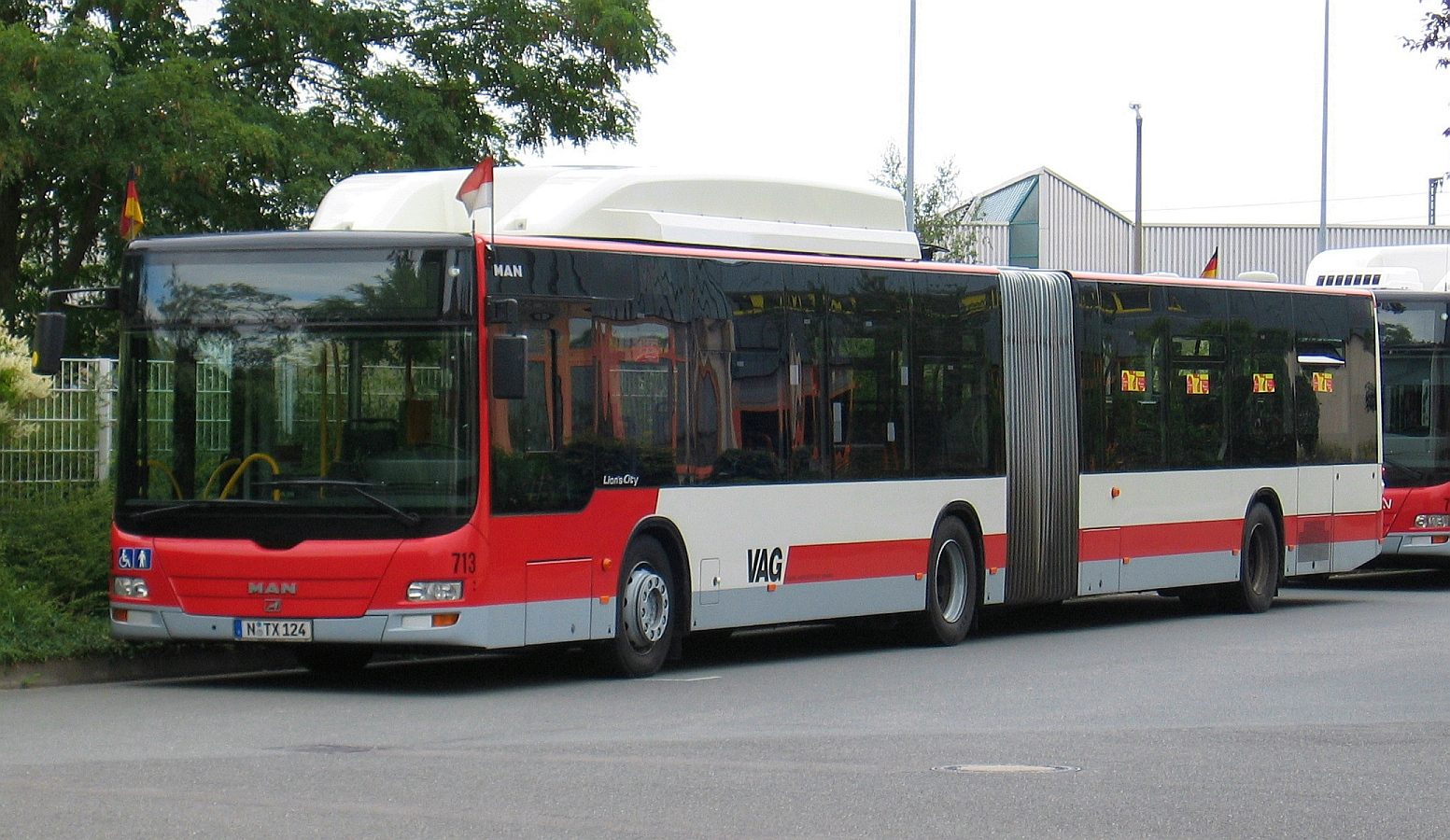
MAN NG 313 CNG (Wagen 713)

Derzeit werden 211 Busse (Juni 2025) von den Firmen MAN, EvoBus und Solaris eingesetzt, die je nach Einsatzgebiet im Heimatdepot Hohe Marter oder den Betriebshöfen Fürth bzw. Erlangen stationiert sind.

#### MAN
Der Hauslieferant der VAG stellt die meisten Busse im Fahrzeugbestand der VAG. Die ältesten Busse von MAN sind aus dem Jahr 2002 vom Typ NG 313. Der Fuhrpark wurde mit Indienststellung der zweiten Niederflurbusgeneration durch die Fahrzeugtypen MAN NL 273 (1 Fahrzeug) NL 283 (ehemals 15 Fahrzeuge) und NG 313 (ehemals 8 Fahrzeuge) erneuert. 2006 und 2007 wurden vier Solobusse vom Typ NL 243 CNG LC und 30 Gelenkbusse vom Typ NG 313 CNG LC beschafft, die alle mit Erdgas betrieben werden. Seit Sommer 2008 werden acht dieselbetriebene Solobusse vom Typ NL 263 LC im Linienverkehr eingesetzt. Im März 2009 wurde eine Serie dieselbetriebener Solobusse NL 283 LC (8 Fahrzeuge), sowie dieselbetriebener Gelenkbusse NG 323 LC (2 Fahrzeuge) gekauft. Anfang 2010 wurde der Fuhrpark durch fünf Gelenkbusse vom Typ NG 320 LC ergänzt. Ende 2010 wurden weitere 9 Solobusse des Typs NL 290 LC erworben. Mit den 35 Bussen des Typs NL 273 CNG LC konnte von 2011 bis 2015 der Fuhrpark verjüngt werden. Anfang 2012 wurden 2 Hybridbusse vom Typ NL 253 LC Hybrid in Dienst gestellt. Mit den 5 neuen Fahrzeugen des Typs NG 313 CNG LC wurde 2013 das neue VAG-Design vorgestellt, das ab diesem Zeitpunkt alle Neufahrzeuge erhielten. Auch die 2015 und 2016 hergestellten Fahrzeuge des Typs NG 323 LC verfügen über die neue Innen- und Außengestaltung. 2016 wurden außerdem 6 Busse vom Typ NL 293 LC gefertigt. Seit Anfang 2018 fahren ein Solobus des Typs NL 280 und ein Gelenkbus des Typs NG 360 in Nürnberg. Beide Fahrzeuge heben sich äußerlich deutlich durch das neue MAN-Design von den restlichen Bussen ab. Im Anschluss an die Testphase werden seit Ende 2019 elf neue NG 360 und seit Anfang 2020 sechs neue NL 280 eingesetzt.

#### EvoBus bzw. Daimler Busse
15 Jahre nach der Lieferung einer Serie von fünf Mercedes-Benz-Gelenkbussen beschaffte die VAG 2002 von EvoBus zwölf Solobusse vom Typ Mercedes-Benz Citaro (O 530), wovon sich noch einer im Liniendienst befindet, und 2005 acht Gelenkbusse vom Typ Citaro G. Ende April 2008 wurde der Fuhrpark um sechs Busse vom Typ Citaro G II CNG ergänzt, Anfang 2010 folgten acht Solo-Busse vom Typ Citaro II. Im Dezember 2012 kaufte die VAG vier Gelenkbusse des Typs Citaro G C2.
Stark vertreten sind Daimler Busse bei den Elektrobussen: der hundertste Elektrobus im Fuhrpark der VAG Nürnberg ist ein batterieelektrischer Gelenkbus Mercedes-Benz eCitaro G. Er trägt die Nummer 417 und ist einer von insgesamt 31 E-Gelenkbussen dieses Modells, die bis Ende Mai 2025 an den Nürnberger Mobilitätsdienstleister ausgeliefert werden. In den Jahren 2023 und 2024 waren bereits 46 eCitaro Solo- und Gelenkbusse geliefert worden. Mit der Tranche des Jahres 2025 steigt die Anzahl der E‑Busse von Mercedes-Buses auf 77.

#### Solaris

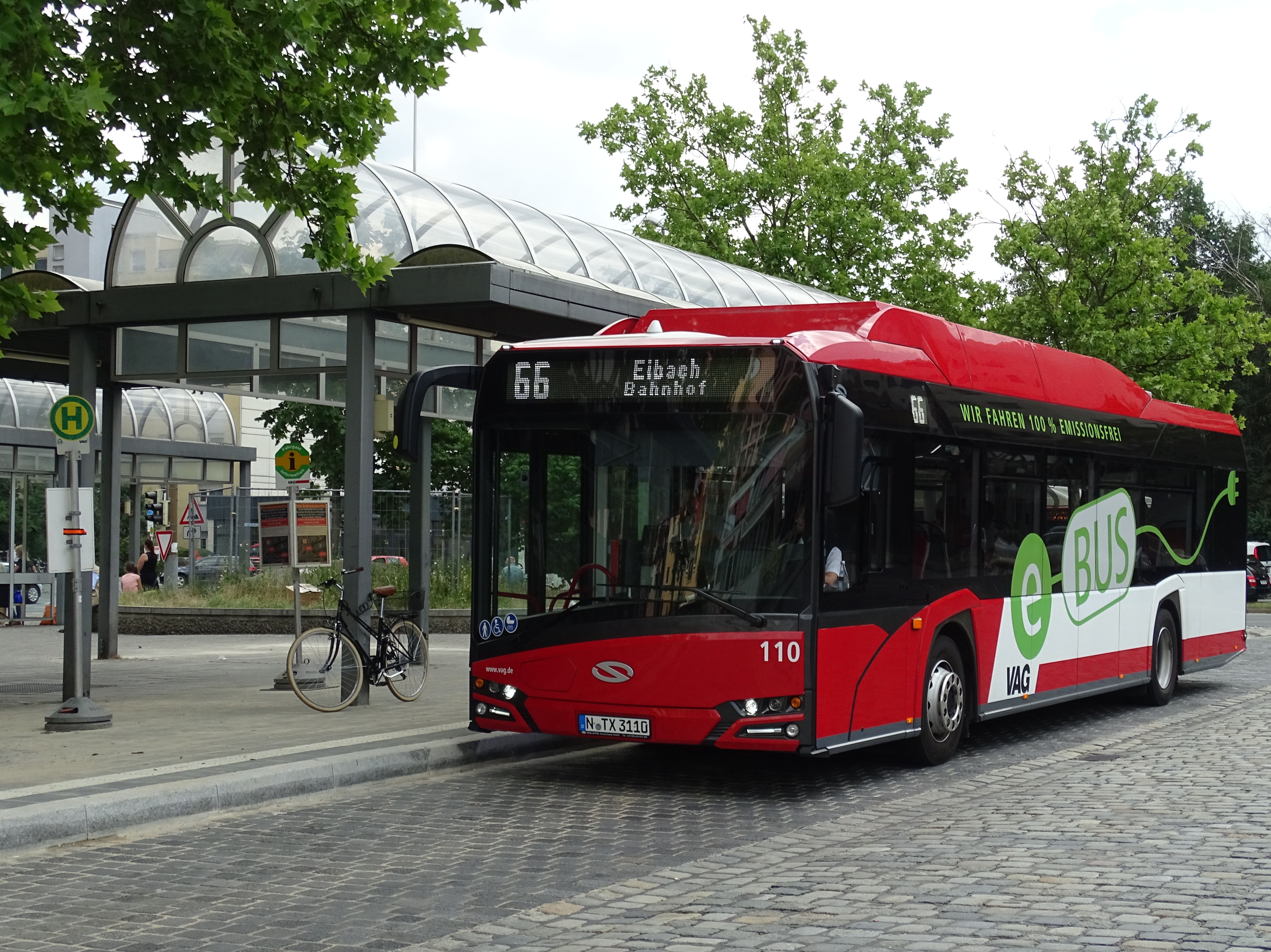
Elektrobus Solaris 12

Seit April 2017 befinden sich acht Busse vom Typ Solaris New Urbino 18 im Fuhrpark der VAG. Anfang 2018 beschaffte die VAG einen New Urbino 12 electric, der mit seinem Elektroantrieb bisher einzigartig in Nürnberg ist. Seit 2020 werden auch zwei Exemplare der Gelenkbusvariante New Urbino 18 electric eingesetzt.

### Ehemaliger Fuhrpark

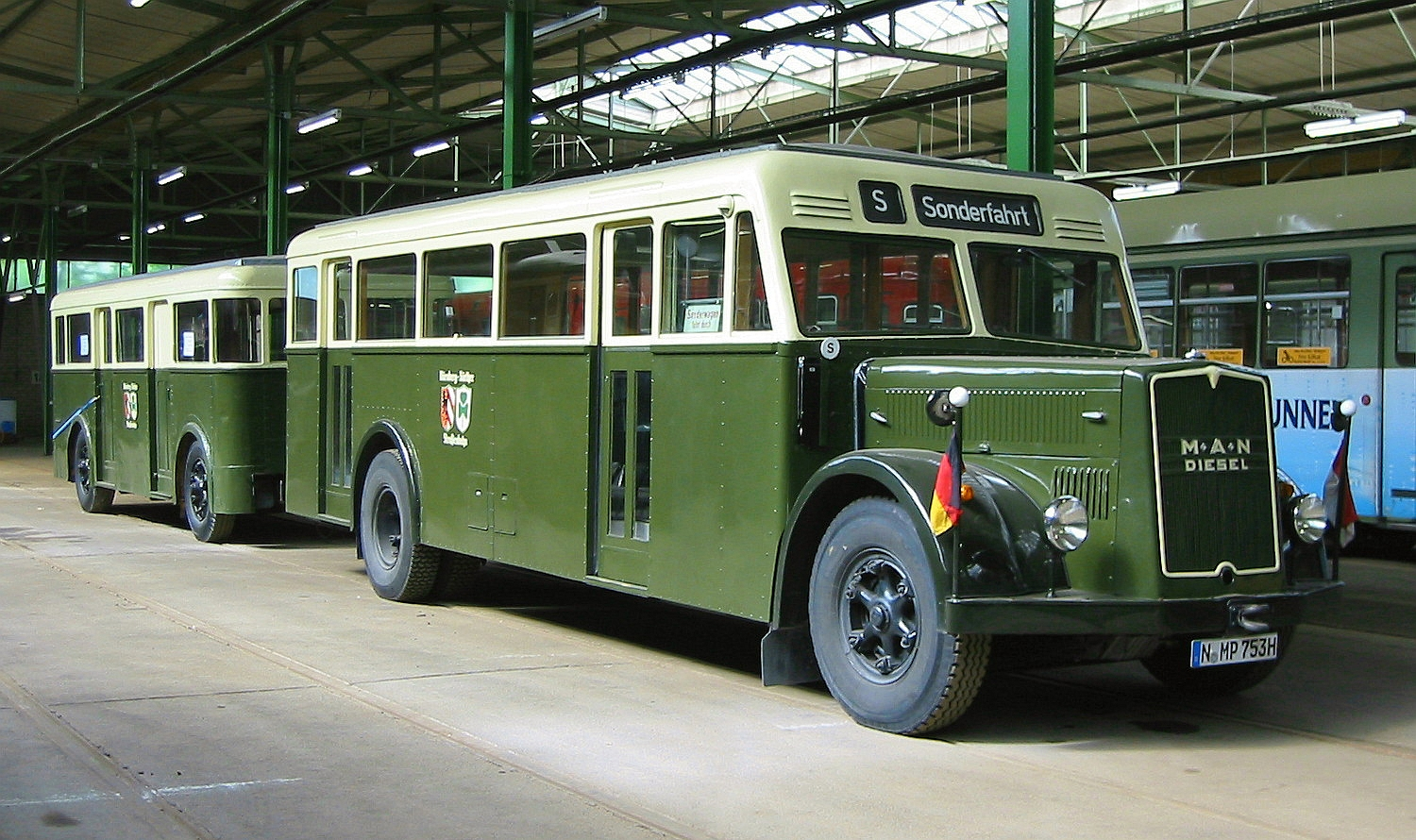
MAN MP (Wagen 507)

#### Beschaffungen bis 1945
Für die ersten Kraftwagenlinien beschaffte die Nürnberg-Fürther Straßenbahn zwischen 1922 und 1929 insgesamt 70 Busse und 30 Anhänger. Geordert wurden die auf MAN-Fahrgestellen aufgebauten Bus-Typen
- 3TC (17 Fahrzeuge; Hochrahmen-Aufbau von Estelmann bzw. N. Trutz; Elastic-Bereifung, später Luftreifen; 40 Plätze; 1922/1923/1924–1932)
- NOB (38 Fahrzeuge; Niederrahmen-Aufbau von MAN; 40 Plätze; 1925/1927–1940)
- NON 6 (5 Fahrzeuge; Niederrahmen-Aufbau von MAN; 50 Plätze; 1928–1943)
- FAUN O35 N (3 Fahrzeuge; Niederrahmen-Aufbau von FAUN; 50 Plätze; 1929–1943)
- NON 4 (7 Fahrzeuge; Niederrahmen-Aufbau von MAN; 50 Plätze; 1929–1940)

sowie Anhänger von
- MAGIRUS (3 Fahrzeuge, Hochrahmen-Aufbau von Magirus; 40 Plätze; 1923–1928)
- FAUN (6 Fahrzeuge, Hochrahmen-Aufbau von FAUN; 40 Plätze; 1924–1932)
- FAUN (21 Fahrzeuge, Niederrahmen-Aufbau von FAUN; 40 Plätze; 1924–1935)

Die nächste Erweiterung des Fuhrparks erfolgte erst wieder Mitte der 1930er Jahre nach Überwindung der Weltwirtschaftskrise. Zwischen 1936 und 1941 wurden 66 MAN-Busse der Typen
- F2N (22 Fahrzeuge; Niederrahmen-Aufbau von MAN bzw. Trutz; 50 Plätze; 1936–1955)
- D1 (5 Fahrzeuge; Niederrahmen-Aufbau von Kässbohrer; 46 Plätze; 1936–1940)
- MP (39 Fahrzeuge; Niederrahmen-Aufbau von N. Trutz bzw. Kässbohrer; 46 bis 50 Plätze; 1938/1939/1941–1960)

und 22 Anhänger (alle in Niederrahmen-Ausführung) von
- Bleichert (10 Fahrzeuge; Fahrgestell von Adolf Bleichert & Co., Aufbau von N. Trutz; 50 Plätze; 1937–1959)
- Uerdingen (6 Fahrzeuge; Fahrgestell und Aufbau von der Waggonfabrik A.-G. Uerdingen; 50 Plätze; 1938/1939–1960)
- Schumann (6 Fahrzeuge; Fahrgestell und Aufbau von Schumann; 50 Plätze; 1939–1960)

in Dienst gestellt.

#### Beschaffungen bis 1970

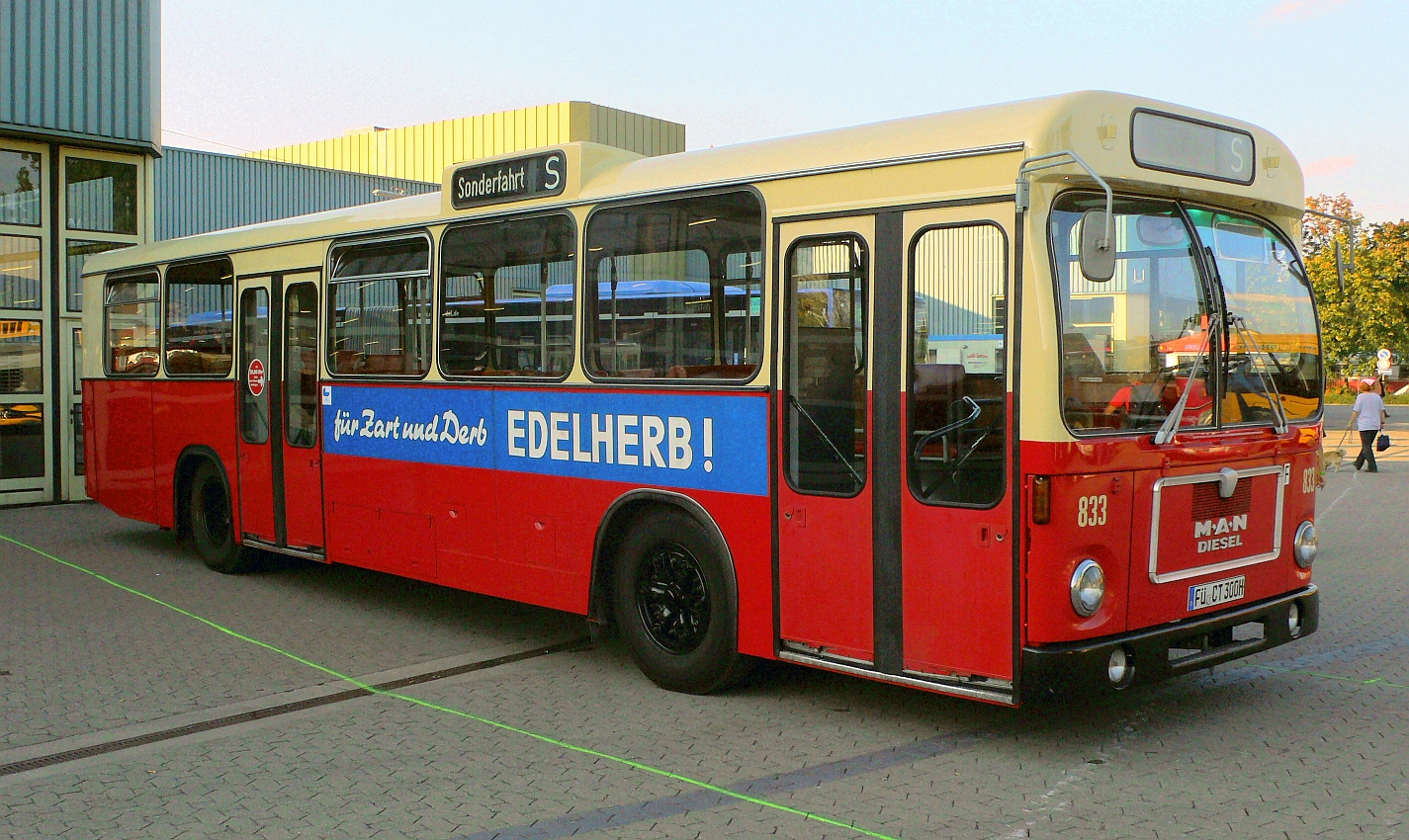
MAN SL 192 (Wagen 833)

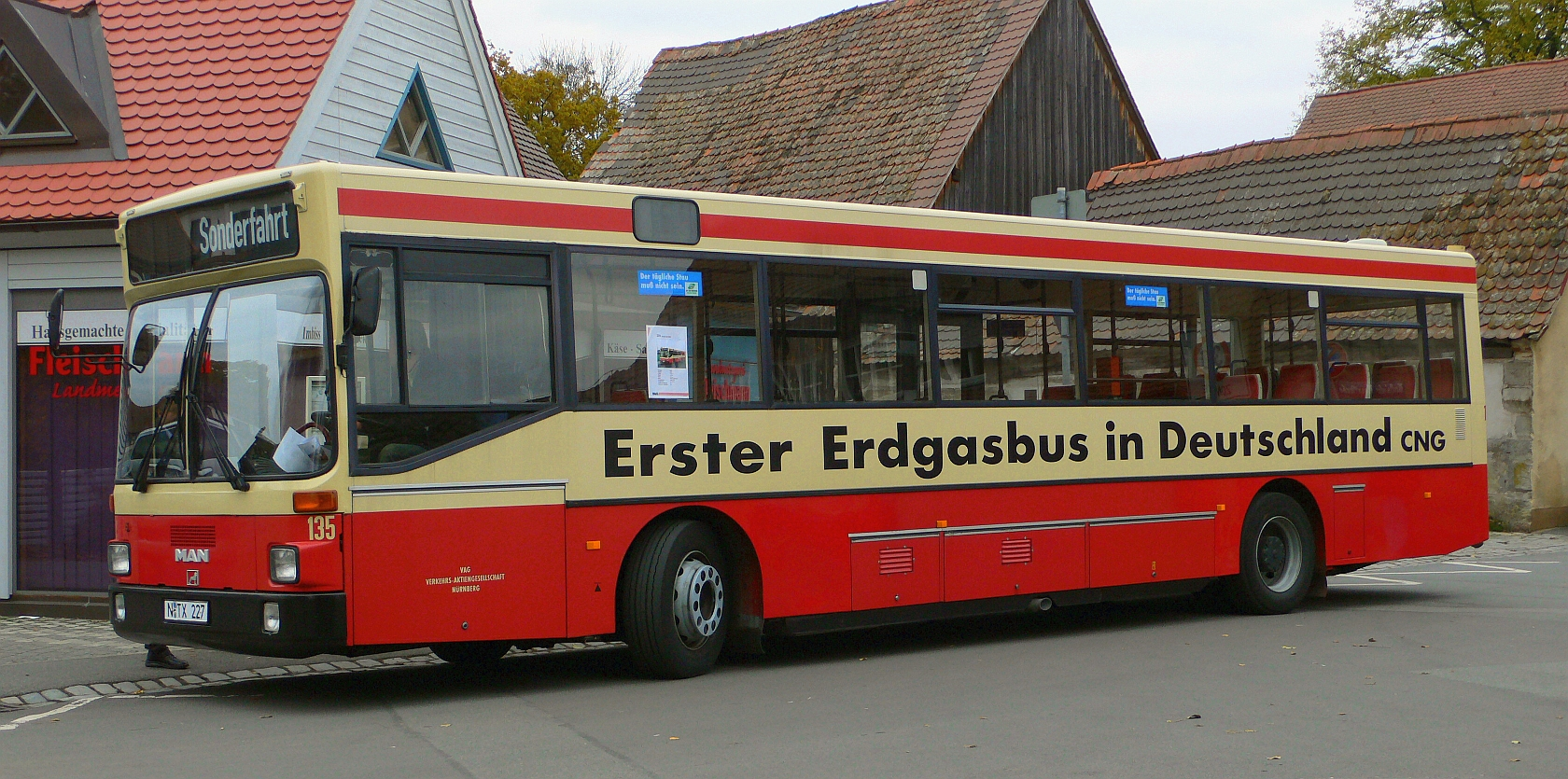
MAN SL 202 (Wagen 135)

Erst nach der Währungsreform konnten wieder neue Fahrzeuge beschafft werden. Darunter waren, abgesehen von den acht O-Bus-„Triebwagen“ des Typs MAN MKE (70 Plätze; 1948–1962), folgende Serien:

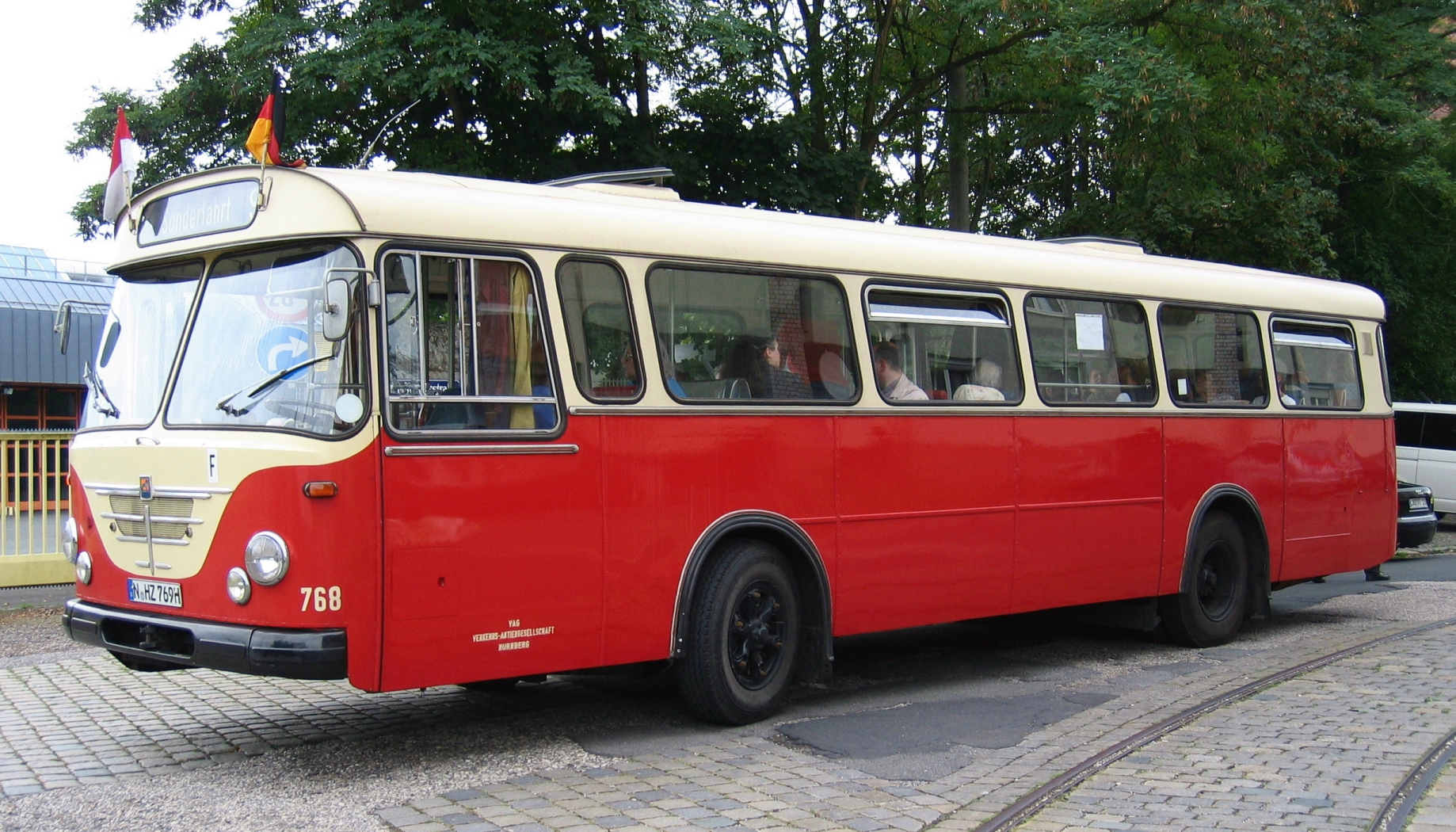
Büssing Präfekt 12D (Wagen 768)

- MAN MKN (7 Fahrzeuge; 62 Plätze; 1950/1952–1961)
- MAN MKN 26 (14 Fahrzeuge; 64 bzw. 65 Plätze; 1952/1953–1963)
- MAN MKN 630 (7 Fahrzeuge; 65 Plätze; 1954/1955–1964)
- MAN MKH1 (4 Fahrzeuge; 69 bzw. 70 Plätze; 1951/1952–1961)
- MAN MKH2 (6 Fahrzeuge; 71 Plätze; 1951/1953–1962)
- MAN MKH4 (5 Fahrzeuge; 75 Plätze; 1954–1963)
- MAN 531 HOC1 (6 Fahrzeuge; 75 Plätze; 1957–1970)
- MAN 545 HOC2 (6 Fahrzeuge; 86 Plätze; 1957–1970)
- MAN 420 HOC2 (6 Fahrzeuge; 61 Plätze; 1957–1964)
- MAN 760 UO1 (6 Fahrzeuge; 94 Plätze; 1958–1975)
- Büssing 11R/U7H (4 Fahrzeuge; 72 bzw. 76 bzw. 78 Plätze; 1959/1960–1975)
- Krauss-Maffei KMS 120 (21 Fahrzeuge; 80 Plätze; 1959–1972)
- Büssing 12R/U7H (6 Fahrzeuge; 75 Plätze; 1961–1974)
- MAN 750 HO-M 10 A (42 Fahrzeuge; 76 bzw. 77 bzw. 79 Plätze; 1963/1964/1966–1976)
- Büssing Senator 11D (11 Fahrzeuge; 77 bzw. 79 Plätze; 1964–1979)
- Büssing Senator 12D (2 Fahrzeuge; 71 Plätze; 1964–1979)
- Büssing Präfekt 12D (15 Fahrzeuge; 83 Plätze; 1969–1982)

die ersten Gelenkbusse vom Typ
- Duewag GBS/165 U11 (22 Fahrzeuge; 129 bzw. 131 Plätze; 1961–1976)

sowie die letzten Anhänger von
- Kässbohrer (ein Fahrzeug; 64 Plätze; 1949–1960) und
- Schenk (9 Fahrzeuge; 65 bzw. 70 Plätze; 1953/1954–1962)

#### Beschaffungen bis 1990
Mit der Einführung des Standardbusses der ersten Generation (VÖV-I) wurden von der VAG ab 1970 insgesamt 172 dieser Fahrzeuge beschafft. Es handelte sich um die Typen MAN 750 HO-SL (25 Fahrzeuge; 1970–1984), MAN SL 192 (34 Fahrzeuge; 1972–1986), MAN SL 200 (72 Fahrzeuge; 1974–2003), MAN SG 192 (22 Fahrzeuge; 1974–1989), MAN SG 220 (10 Fahrzeuge; 1979–1993), MAN SR 240 (1 Fahrzeug; 1980–1992) und MAN SG 240 H (33 Fahrzeuge; 1981–1994).
Anfang der 1980er Jahre wurde der Standardbus der zweiten Generation (VÖV-II) als Nachfolger des VÖV-I-Busses vorgestellt. Von der VAG wurden ab 1985 insgesamt 54 Fahrzeuge der Typen MAN SL 202 (45 Fahrzeuge; 1985–2003), Mercedes-Benz O 405 G (5 Fahrzeuge; 1987–2003) und MAN SG 242 (4 Fahrzeuge; 1988–2003) in Dienst gestellt. Ab 1990, mit der Serienreife der Niederflurtechnik im Bussektor, wurden deren erste Vertreter vom Typ MAN NL 202 (8 Fahrzeuge; 1990–2008) sowie die Nachfolgebaureihe MAN NL 202(2) (1992–2008) beschafft.

## Betriebsanlagen

### Betriebshof

#### Schweinau
Die Buswerkstätte Schweinau wurde am 4. Mai 1926 eröffnet und befand sich auf einem Gelände zwischen Nopitsch- und Ambergerstraße nördlich des Straßenbahn-Nebenwerks (Nw) Schweinau. Sie verfügte über fünf Hallen für die Reparatur und das Abstellen der Wagen sowie ein Dienstgebäude. Bei einem Luftangriff am 3. Oktober 1944 wurde bis auf drei Wagenhallen das gesamte Gelände fast vollständig zerstört, so dass die Fahrzeugreparaturen im Freien durchgeführt und die Busse ungeschützt abgestellt werden mussten. Seit 1. Dezember 1948 konnte das neu errichtete Werkstattgebäude wieder genutzt werden. Ein letzter großer Umbau fand 1948 bzw. 1951 mit der Verlängerung der Hallen für die größeren Busse statt.
Für das in den 1970er Jahren beständig wachsende Busnetz und die größer werdende Zahl an Fahrzeugen wurde zwischen 1982 und 1984 auf einem Gelände zwischen Jaeckel-/ Robert-Bosch-Straße und der Bahnstrecke Treuchtlingen–Nürnberg die neue Betriebswerkstätte Schweinau errichtet. Sie bestand aus einer Revisions- und Wagenhalle, einer Waschstraße, einer Abstellhalle für 160 Busse und einem Dienstgebäude. Nach der Stilllegung des Nw Schweinau für die Straßenbahn am 29. Januar 1984 wurden die alten Hallen abgerissen und darauf die Instandsetzungswerkstätte Schweinau für 350 Fahrzeuge mit allen nötigen Einrichtungen errichtet und 1988 in Betrieb genommen. Mit der seit 1992 fortschreitenden Beschaffung von Erdgasbussen wurde 1996 eine eigene Erdgas-Tankstelle errichtet.

#### Nordost
Neben der Hauptwerkstatt in Schweinau gab es zwischen dem 20. Oktober 1963 und dem 28. Februar 2001 einen weiteren Stützpunkt im Straßenbahn-Nebenwerk Nordost. Dieser verfügte über eine Schlosserwerkstatt, eine Wartungs- und Abstellhalle sowie eine Waschstraße.

### Busbeschleunigung
Seit Anfang der 1990er Jahre werden vom „Lenkungsausschuss Verkehr“ Maßnahmen zur Busbeschleunigung angewendet. Eine Komponente dabei ist die Beeinflussung von Lichtsignalanlagen (LSA) über das Bake/Funk-System mittels eines Infrarotsignals, womit mittlerweile 98 LSAs ausgerüstet sind. Des Weiteren wurden im Lauf der Jahre 15 Kilometer Busspuren eingerichtet.
Als Pilotprojekt wurde 1991 der von den Linien 39 und 69 bis 71 befahrenen Teilabschnitt der Rothenburger Straße mit dem Bake/Funk-System ausgerüstet. Nach erfolgreicher Erprobung wurde die als „Stufe 1“ bezeichnete Beschleunigung der Linien 36, 43/44, 61/62 und 65 zwischen 1996 und 1999 verwirklicht.

### Haltestellen
Von den Buslinien werden über 800 Haltestellen angefahren, die als Busbucht, Haltestelleninsel oder Buskap ausgeführt sind. Abhängig von den gegebenen Platzverhältnissen und der Frequentierung wird ein Haltestellenhäuschen aufgestellt, an neueren oder umgebauten Haltestellen werden Blindenleitstreifen in den Gehsteig eingelassen. Zur Fahrgastinformation wird seit 2006 an wichtigen Haltestellen ein Dynamisches Fahrgastinformationssystem (DFIS) installiert.

### Leitstelle
Die Busse der VAG sind mit Fahrzeuggeräten ausgestattet, die über Funk ihren Standort zur Zentrale melden. Daraus wird berechnet, wie das Fahrzeug in Vergleich zum Fahrplan fährt und seine Fahrplanabweichung auf das Fahrzeug zurückgemeldet.  Die gemeinsame Leitstelle der Straßenbahn Nürnberg befindet sich zusammen mit der U-Bahn- und Bus-Leitstelle im Gebäudekomplex der VAG an der Fürther Straße. In ihr wird der Fahrbetrieb überwacht sowie die Organisation des Ersatzverkehrs bei Betriebsstörungen organisiert als auch die Fahrgastinformation für das DFIS gesteuert.

## Geschichte

### Von den Anfängen bis zum Zweiten Weltkrieg
Die erste Buslinie wurde am 15. Januar 1923 von der Nürnberg-Fürther Straßenbahn eröffnet und verkehrte von der Straßenbahnendhaltestelle Schweinau über Röthenbach, Eibach und Reichelsdorf nach Mühlhof. Sie war ursprünglich nur als Übergangslösung gedacht, da die 1922 eingemeindeten Vororte für einen Anschluss an das Straßenbahnnetz noch zu dünn besiedelt waren. Ein Jahr später wurden noch zwei weitere Linien von der Gärtnerstraße über Thon, Kleinreuth hinter der Veste, Lohe und Almoshof nach Buch (seit dem 14. August) und von der Gustav-Adolf-Straße über Kleinreuth bei Schweinau und Altenberg nach Zirndorf (seit 31. August) eingerichtet. Für den Betrieb der drei Linien wurden insgesamt 17 Busse und 9 Anhänger beschafft, die anfangs in der Straßenbahnwerkstätte Schweinau abgestellt und gewartet wurden, bis die Kraftwagenwerkstätte Schweinau auf einem Gelände nördlich der Straßenbahnwerkstätte am 4. Mai 1926 in Betrieb ging. Bis 1929 wurden 13 weitere Linien eingerichtet, u. a. nach Erlangen und Stein sowie in Fürth, für die nach weiteren Käufen insgesamt 70 Omnibusse und 30 Anhänger vorgehalten wurden.
Die Auswirkungen der Weltwirtschaftskrise machten sich ab 1930 auch im Busnetz bemerkbar, da durch die schrumpfende Verkehrsleistung einzelne Linien eingestellt werden mussten. Erst gegen Ende der 1930er Jahre besserte sich die Situation wieder, was auch an den seit 1934 jährlich stattfindenden Reichsparteitagen lag. Für das gestiegenen Verkehrsaufkommen wurden zwischen 1936 und 1941 insgesamt 66 Busse der Typen F2N, D1 und MP von MAN beschafft, teilweise wurden während der Parteitage auch Fahrzeuge anderer Verkehrsbetriebe ausgeliehen. Bis 1938 wuchs das Netz wieder auf 15 Linien an. Die nächste Einschränkung brachte der Ausbruch des Zweiten Weltkriegs am 1. September 1939 mit sich, durch den ein Großteil des Personals zum Kriegsdienst eingezogen wurde und Teile des Wagenparks an die Wehrmacht abgegeben werden mussten. Der verbliebene Betrieb wurde durch die Rationalisierung von Kraftstoff und Ersatzteilen erschwert, konnte aber durch Taktdehnungen, Umstellung der Busse auf Stadtgas und Auflassung unrentabler Linien zunächst aufrechterhalten werden. Die Einstellung des Restbetriebs erfolgte am 21. Februar 1945, nachdem die Kraftwagenwerkstatt am 3. Oktober 1944 und das Gaswerkes Anfang  1945 zerstört worden waren.

### Wiederaufbau und O-Bus
Durch den Krieg war der Fuhrpark auf fast die Hälfte seiner Ursprungsstärke reduziert und die noch vorhandenen Fahrzeuge waren meist durch Beschädigungen oder Ersatzteilmangel nicht fahrfähig. Trotzdem wurde am 11. Juni 1945 der Busbetrieb zunächst nach Erlangen wieder aufgenommen. Später kamen noch fünf Überlandlinien nach Altdorf (bis zum 29. September 1946), Ansbach (bis zum 8. September 1946), Hersbruck (bis zum 26. November 1945), Schwabach (bis 23. Juni 1946) und Zirndorf als Schienenersatzverkehr hinzu, da das Eisenbahnnetz rund um Nürnberg zum großen Teil zerstört war. Die Gesamtsituation besserte sich erst mit der Währungsreform vom 21. Juni 1948, so dass ab 1950 wieder neue Fahrzeuge u. a. die Bus-Typen MKN und MKH von MAN sowie Anhänger von Kässbohrer und Schenk beschafft werden konnten. Auch das innerstädtische Netz wurde nach und nach wieder aufgebaut.
1946 wurde über die Einführung des O-Busses nachgedacht, nachdem bereits Ende der 1920er Jahre eine Versuchsanlage parallel zur Stadion-Linie der Straßenbahn in der Alten Allersberger Straße (heute: Brunecker Straße) bestand und in den 1930er Jahren die Umstellung der Straßenbahnstrecken in der Innenstadt auf O-Bus-Betrieb geplant war. Die Eröffnung der ersten O-Bus-Linie von Schweinau nach Mühlhof (Linie 73) fand am 15. November 1948 statt, die zweite Linie von Schweinau nach Stein (Linie 93) folgte am 3. September 1949. Für den neuen Betriebszweig wurden acht Triebwagen vom Typ MAN MKE beschafft die zusammen mit acht extra umgerüsteten Beiwagen eingesetzt wurden. Erweiterungen erfuhr das Netz am 29. Januar 1951 mit Verlängerung der Linie 73 von Mühlhof nach Wolkersdorf und am 16. Oktober 1955 durch die Inbetriebnahme der Schleife Leonerstraße (heute: Haltestelle Holzheim Wende). Das Ende des O-Bus-Betriebs wurde durch das zum 1. Januar 1960 in Kraft getretenen Verbots zur Mitführung von Beiwagen und des schlechten technischen Zustands der Betriebsanlagen zwischen 1961 und 1962 eingeläutet. Zunächst wurde die O-Bus-Linie von Schweinau nach Wolkersdorf am 26. Dezember 1961 auf Dieselbusse umgestellt und der O-Bus-Betrieb auf den Abschnitt Schweinau–Eibach beschränkt. Ein halbes Jahr später, am 2. Mai 1962, wurde der O-Bus-Betrieb von Schweinau nach Stein eingestellt und die Linie fortan mit Dieselbussen betrieben. Die verbliebene O-Bus-Strecke von Schweinau nach Eibach existierte noch bis zu ihrer Einstellung am 12. Dezember 1962. Überreste der O-Bus-Anlagen sind heute noch die Straßenbeleuchtungsmasten in der Reichelsdorfer Hauptstraße.

### Die ersten Gelenk- und Standardbusse
Am 29. Dezember 1959 wurden alle bisher den „Städtischen Werke Nürnberg – Verkehrsbetriebe“ gehörenden Betriebsanlagen, Fahrzeuge und das Personal von der neu gegründeten „VAG Verkehrs-Aktiengesellschaft“ übernommen. Diese beschaffte für stark frequentierte Linien auf Grund des seit 1960 bestehenden Anhängerverbots für Kraftomnibusse zwischen 1961 und 1962 insgesamt 22 Gelenkbusse Typ GBS 165 U11 von Büssing. Ab 1971 folgten die VÖV-I-Busse vom Typ 750 HO-SL bzw. SL 192 und SG 192 vom Nürnberger Hauslieferanten MAN.
Durch die am 1. Juli 1972 durchgeführte Gemeindegebietsreform vergrößerte sich das Nürnberger Stadtgebiet im Norden, Osten und Süden. Die neuen Stadtteile Fischbach, Neunhof und Großgründlach wurden bereits wenige Tage später, Gaulnhofen, Herpersdorf, Katzwang und Kornburg wurden erst durch eine Kooperationsvereinbarung mit dem OVG Bahn/Post am 30. September 1973 an das innerstädtische Busnetz angeschlossen. Am 9. Juli 1973 wurde der im Jahr 1958 eingeführte Fahrgastfluss wieder abgeschafft. Am 18. Juni 1974 wurde mit der Inbetriebnahme des Knotenpunktes Thon das Liniennetz neu geordnet. Mit der Eröffnung des 1. Abschnitts der U2-Süd wurden alle an der Gustav-Adolf-Straße endenden Buslinien zum U-Bahn- und Busbahnhof an der Rothenburger Straße hereingezogen. Im Südwesten Nürnbergs wurde das Busnetz 1986 auf den U-Bahnhof Röthenbach ausgerichtet. Ab 1985 kamen die VÖV-II-Busse zum Einsatz.

### Niederflur- und Erdgasbusse für Nürnberg
Im April 1990 wurden, nachdem die Bauart die Serienreife erlangt hatte, von der MAN die ersten Niederflurbusse vom Typ NL 202 an die VAG geliefert. Diese neue Generation von Stadtbussen löste bis 2003 die letzten VÖV-II-Busse ab. Im Jahr 1992 wurde der Wagen 135 (Typ MAN SL 202) auf Erdgasbetrieb umgebaut und war damit der erste erdgasbetriebene Linienbus in Deutschland. Aufbauend auf die mit dem Bus gemachten Erfahrungen entwickelte MAN den Erdgasantrieb mit dem Typ NL 202 CNG zur Serienreife. Von der VAG wurden zwischen 1994 und 1998 insgesamt 40 Fahrzeuge vom Typ NL 232 CNG beschafft, wovon mittlerweile ein Fahrzeug (Wagen 514) nach einem Brand ausgemustert wurde. Im Jahr 2007 befinden sich nach weiteren Fahrzeugkäufen insgesamt 83 Erdgasbusse im Bestand der VAG. Die nächste große Veränderung nach der Verlängerung der U2 nach Röthenbach 1986, war die Eröffnung der U2 bis Herrnhütte 1996. Das Busnetz im Nürnberger Nordosten wurde nun auf den U-Bahnhof Herrnhütte ausgerichtet. 2008 wurden alle an der Rothenburger Straße endenden Buslinien zur Gustav-Adolf-Straße zurückgezogen. Nur die Buslinie 34 wurde zum Plärrer geführt. Mit Eröffnung der Straßenbahn-Neubaustrecke Thon-Am Wegfeld wurde ein Drittel des gesamten Busnetzes neu sortiert und gleichzeitig die schon lange geforderten und geplanten Ringbuslinien geschaffen.

### NightLiner – Der Bus für die Nacht
Am 31. Januar 1998 wurde das als „NightLiner“ bezeichnete Nachtbusnetz in Betrieb genommen. Es bestand anfangs aus zwölf Linien die vom Nürnberger Hauptbahnhof aus fast das gesamte Nürnberger Stadtgebiet und die wichtigsten Freizeitlokalitäten (Diskotheken) erschlossen. Erweitert wurde es auf Grund der gestiegenen Nachfrage mehrmals und umfasst heute auch das Stadtgebiet von Fürth und Erlangen, den Landkreis Fürth sowie weite Teile des Landkreises Nürnberger Land, wo insgesamt 29 Linien verkehren.

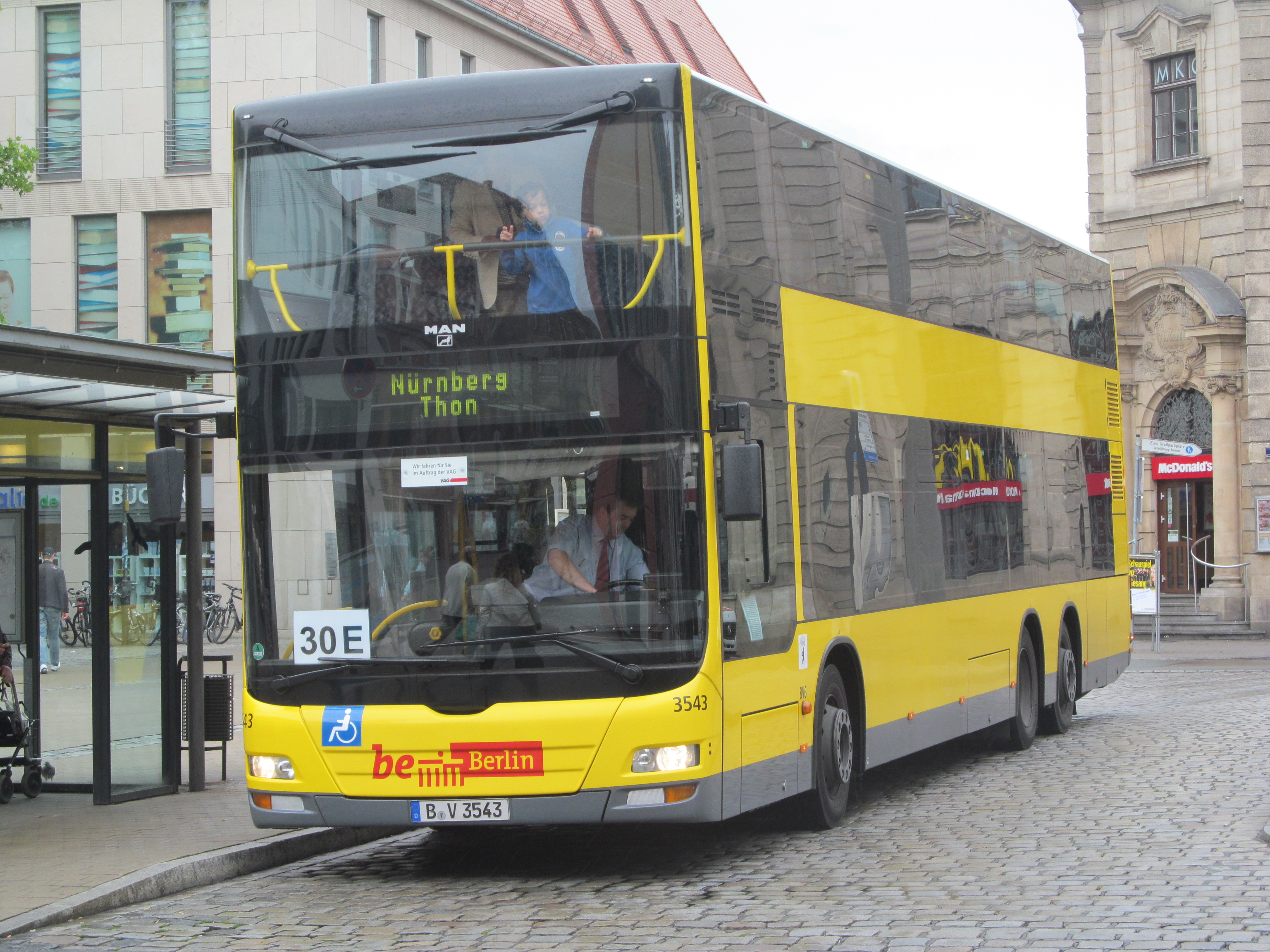
BVG-Bus 3543 bei seinem Leiheinsatz auf der Buslinie 30E in Erlangen

### Doppeldeckerbus
Vom 29. Juni 2012 bis zum 2. August 2012 war ein Berliner Doppeldeckerbus von MAN (Wagen 3543) auf Linie 30/30E zwischen Nürnberg-Thon und Erlangen Hugenottenplatz im Einsatz. Aufgrund der hohen Sitzplatzzahl, die ein Gelenkbus nicht bieten kann, testete die VAG diesen Fahrzeugtyp.

### Digitalisierung
Im Jahr 2017 wurde damit begonnen alle Busse mit kostenlosem WLAN auszustatten. Seit Januar 2018 ist dies in allen Fahrzeugen verfügbar. Seit dem Herbst 2019 bekommt der Fuhrpark zusätzliche ergänzende USB-Ladestecker an den Sitzplätzen der neu angeschafften Fahrzeuge.

## Trivia
Am 10. Oktober 2020 wurde bekannt, dass der Radiomoderator Stefan Meixner bei der VAG als Busfahrer einsteigt.